# Veldensteiner Kreis
Der Veldensteiner Kreis zur Erforschung von Extremismus und Demokratie ist eine dem Dresdner Hannah-Arendt-Institut für Totalitarismusforschung (HAIT) nahestehende Diskussionsrunde von Zeithistorikern, Politik- und Sozialwissenschaftlern, die sich der Erforschung von Extremismus und Demokratie in Geschichte und Gegenwart widmen. Themenschwerpunkte bilden laut eigener Aussage die NS-Diktatur, das SED-Regime und die extremistischen Strömungen des 20. und 21. Jahrhunderts. Der Veldensteiner Kreis wird von Eckhard Jesse (TU Chemnitz), Uwe Backes (Hannah-Arendt-Institut für Totalitarismusforschung, Dresden) und Werner Müller (Universität Rostock) organisiert.

## Geschichte
Ihren Namen hat die Diskussionsrunde von der Burg Veldenstein in Neuhaus an der Pegnitz übernommen, wo 1990 das erste Treffen stattfand. Sie wurde im November gemeinsam gegründet von Uwe Backes, Eckhard Jesse und Rainer Zitelmann unter dem Namen „Veldensteiner Kreis zur Geschichte und Gegenwart von Extremismus und Demokratie“. Seither tritt sie zweimal jährlich an wechselnden Veranstaltungsorten zusammen. So wurde beispielsweise in Prag oder – auf Einladung der Konrad-Adenauer-Stiftung in Wendgräben bzw. der Akademie für Politische Bildung in Tutzing getagt. Die 47. Tagung fand vom 11. bis 13. April 2014 nochmals im Schloss Wendgräben statt.

## Selbstverständnis und Ziele
Mit den Diskussionsrunden verbinden die Teilnehmer das Ziel, die „vergleichende Extremismusforschung zu fördern“ und sich „für den demokratischen Verfassungsstaat zu engagieren“. Nach eigenen Aussagen beruft sich der Kreis „auf die Ideen der Menschenrechte, der Toleranz und Liberalität“. Er verstehe sich als überparteiliches Forum, in dem ein breites Spektrum von Meinungen und Anschauungen Ausdruck finden solle. Die Treffen seien gedacht, die interdisziplinäre Zusammenarbeit und den Dialog zwischen verschiedenen Forschergenerationen zu fördern und einem „Lagerdenken“ entgegenzuwirken.
Laut dem Politikwissenschaftler und Publizisten Michael Lausberg strebt der Kreis „eine konservative Hegemonie in den Geisteswissenschaften an“. Genehmes „Personal aus diesem Netzwerk soll an den Universitäten und Forschungseinrichtungen in der BRD etabliert werden.“

## Referenten
Referenten des Veldensteiner Kreis waren unter anderem:
- Herbert Ammon
- Kai Arzheimer
- Claus-Ekkehard Bärsch
- Uwe Backes
- Karl Graf Ballestrem
- Bettina Blank
- Evelyn Bokler
- Stefan Braun
- Wilfried von Bredow
- Stéphane Courtois
- Frank Decker
- Carmen Everts
- Jürgen W. Falter
- Lars Flemming
- Peter Frisch
- Lothar Fritze
- Karl-Peter Fritzsche
- Alexander Gallus
- Joachim Gauck
- Imanuel Geiss
- Brigitte Gess
- Christian Hacke
- Hans Jörg Hennecke
- Roland Höhne
- Rudolf van Hüllen
- Eckhard Jesse
- Steffen Kailitz
- Manfred Kittel
- Markus Klein
- Hubertus Knabe
- Gerd Koenen
- Hans-Christof Kraus
- Jürgen P. Lang
- Helmut Lethen
- Juan J. Linz
- Konrad Löw
- Jerzy Maćków
- Andreas Maislinger
- Miroslav Mareš
- Matthias Mletzko
- Hans Mommsen
- Patrick Moreau
- Cas Mudde
- Werner Müller
- Viola Neu
- Paul Noack
- Ernst Nolte
- Gerhard Paul
- Gunnar Peters
- Andreas Petersen
- Armin Pfahl-Traughber
- Michael Prinz
- Monika Prützel-Thomas
- Tanja Puschnerat
- Wolfram Pyta
- Bernd Rabehl
- Lutz Rathenow
- Birgit Rätsch
- Geoffrey Roberts
- Helmut Roewer
- Dirk Rochtus
- Regine Romberg
- Günter Schabowski
- Armin Scherb
- Richard Schröder
- Peter Schulz
- Brigitte Seebacher
- Henrik Steglich
- Richard Stöss
- Uta Stolle
- Enrico Syring
- Bassam Tibi
- Sibylle Tönnies
- Johannes Urban
- Evelyn Völkel
- Hermann Weber
- Kristin Wesemann
- Stefan Wolle
- Roger Woods
- Tobias Wunschik
- Barbara Zehnpfennig

Diese Referenten werden folgendermaßen dargestellt: „Nicht wenige der Genannten sind Mitarbeiter von staatlichen Institutionen wie dem Bundesamt für Verfassungsschutz oder einzelnen Landesbehörden, der Gauck- bzw. Birthler-Behörde und verschiedenen Bundes- bzw. Landeszentralen für politische Bildung. Ihre Publikationen gelten meist als Standardwerke an Schulen und freien Bildungsträgern. Häufig sind die Mitglieder der Diskussionsrunde gleichzeitig auch Autoren des von Uwe Backes (Technische Universität Dresden) und Eckhard Jesse (Technische Universität Chemnitz) herausgegebenen Jahrbuch Extremismus & Demokratie. Einige arbeiten als Journalisten in Medien wie der FAZ und Die Welt.“ (aus der Selbstdarstellung)